# Château de Kunrau
Le château de Kunrau (Schloß Kunrau) est un château allemand situé à Kunrau, dépendant de la municipalité de Klötze en Saxe-Anhalt.

## Historique

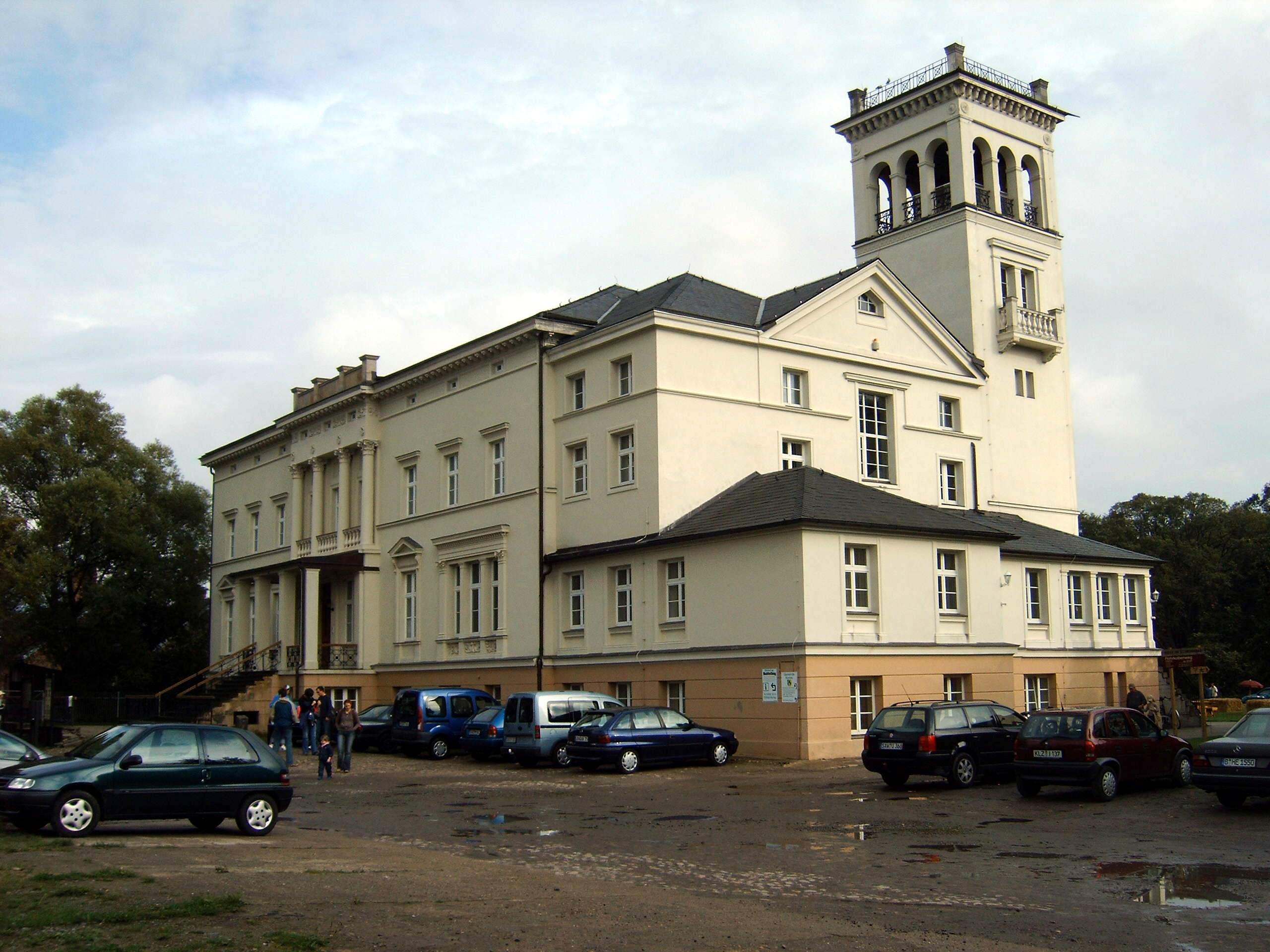
Vue du château du côté de l'entrée d'honneur

Le château est construit par un élève de Karl Friedrich Schinkel entre 1859 et 1861 pour Theodor Hermann Rimpau, directeur des services d'amendement agricole des terres de la région du Drömling. Son style s'inspire des villas du quartier de Tiergarten à Berlin. Le château appartient à partir de 1905 à un beau-fils de Theodor Rimpau, Wilhelm Beseler. Il arrange le château en style italianisant néorenaissance, avec un jardin d'hiver au rez-de-chaussée.
Le château est saccagé à la fin de la Seconde Guerre mondiale et son mobilier disparaît. Le château devient ensuite, jusqu'en 1949, un centre d'accueil pour les réfugiés venus des anciennes provinces du Reich devenues soviétiques ou polonaises. Il est ensuite transformé en centre culturel.
Le château comprend une tour de 22,5 mètres de haut. La façade d'entrée est décorée en son milieu d'un balcon avec des colonnes ioniques. Des décorations de stuc à l'intérieur dans le hall d'entrée subsistent, ainsi qu'un oriel donnant dans le foyer et diverses sculptures de bois de la balustrade de l'escalier d'honneur. Le parc avec un bois est parcouru de sentiers de promenade avec des panneaux indiquant le genre des espèces d'arbres et de plantes.
Les services de la commune étaient installés au château jusqu'en 2009. Il abrite aujourd'hui un centre économique, diverses associations, dont une association d'expérimentation écologique des sciences de la nature et une association pour les immigrés. Ses salons peuvent être loués pour des funérailles privées.

## Source
- (de) Cet article est partiellement ou en totalité issu de l’article de Wikipédia en allemand intitulé « Schloss Kunrau » (voir la liste des auteurs).